# Текеев, Магомет Абдул-Халимович
Текеев Магомет Абдул-Халимович (12 февраля 1962 года, ст. Сторожевая, Зеленчукский район, Карачаево-Черкесская автономная область, Ставропольский край, РСФСР, СССР — 12 мая 2018 года, Ессентуки, Ставропольский край, Россия) — российский журналист, политический и общественный деятель. Депутат Государственной думы Федерального собрания Российской Федерации 2000—2003, член Комитета по регламенту и организации работы Государственной Думы, входил в комиссию Госдумы по вопросам выпуска телевизионной передачи «Парламентский час», член комитета по информационной политике Государственной думы, член фракции «Отечество — вся Россия», затем фракции «Единая Россия», руководитель регионального отделения «Единая Россия» в Карачаево-Черкесской республике 2000—2003.

## Биография
Текеев Магомет Абдул-Халимович родился 12 февраля 1962 года в станице Сторожевой Зеленчукского района Ставропольского края.
В 1984—1989 году студент факультета журналистики Московского государственного университета им. М. В. Ломоносова, затем в 1989—1993 году стажер, аспирант факультета журналистики МГУ им. М. В. Ломоносова. В 1986—1993 годы возглавлял студенческий комитет факультета журналистики.
31 мая 1988 года телеканалы мира цитировали вопрос студента журфака МГУ Магомета Текеева президенту США Рональду Рейгану во время его встречи со студентами МГУ: «Господин президент! Из истории я знаю, что люди, причастные к большой политике, большим постам, с большим трудом расстаются с властью. Вот в связи с предстоящей вашей отставкой, какие чувства у вас сейчас? И если бы у вас была возможность, остались бы вы ещё на один срок?». Зал отреагировал на вопрос со смехом и аплодисментами, а президент США в своем ответе советскому студенту довольно подробно обосновал право демократии на право выбора своего лидера столько раз, сколько считает нужным, а поправка в законе о возможности быть избранным президентом США только два раза лишает её этого права.
Будучи аспирантом факультета журналистики МГУ им. М. В. Ломоносова он участвовал в защите Белого дома 1991 года, организовал встречу со студентами факультета Бориса Ельцина в его поддержку.
До избрания депутатом в 1998—1999 гг. работал шеф-редактором газеты «Горские ведомости» в Карачаево-Черкесии, в которой освещались самые острые проблемы республики, последовательно выступающей против коррупции в высших эшелонах власти КЧР.
14 октября 2000 года неизвестные поджидали его возле подъезда дома и нанесли несколько ударов по голове и телу деревянной дубиной и мешком, туго набитым железными гайками, болтами и металлическими прутьями. Врачи республиканской больницы, куда пострадавший был госпитализирован, диагностировали у него открытые рваные раны головы и сотрясение головного мозга.
10 декабря 2000 года после того, как Борис Березовский сложил полномочия и эмигрировал в Англию, на дополнительных выборах по Карачаево-Черкесскому одномандатному избирательному округу № 15 был избран Депутатом Государственной Думы РФ. Редакция журнала АС-АЛАН № 1, ежеквартального массового журнала, освещающего историю и сегодняшнюю жизнь карачаево-балкарского и других народов Российской Федерации в связи с этим событием опубликовала следующее: «В начале было Слово… Магомет появился потом. Он бесконечно верил в величие и силу Слова, нёс Его людям, и люди поверили ему… Так, шеф-редактор „Горских ведомостей“ — лучшей газеты Карачаево-Черкесии — Магомет Текеев стал депутатом Государственной Думы Федерального Собрания Российской Федерации. На карачаево-балкарском языке (да и во многих тюркских языках) „депутат“ звучит как „милли векили“, „миллет ёкюлю“ — то есть защитник народа. Общественность Карачаево-Черкесии знает Магомета Текеева как неподкупного журналиста, который, рискуя своей жизнью, отстаивал Правду, Истину, Справедливость. Избиратели надеются, что Магомет и как депутат будет на страже их прав».
26 августа 2002 года возле родительского дома на депутата Госдумы РФ Текеева Магомета и его помощника Сарова Алима было совершено покушение неизвестными в масках, в результате которого депутату проломили череп, а помощника застрелили несколькими выстрелами. Фракция ГД РФ «Единая Россия» выступила с заявлением, в котором подчеркнуло, что Текеев «как депутат и как журналист неизменно занимает активную гражданскую позицию по вопросам, волнующим республику, пытается остановить наступление криминала и коррупции, предотвратить распространение агрессивного национализма и политического экстремизма в Карачаево-Черкесии». Заказчики и исполнители покушения не были найдены.
Как действующий депутат Государственной Думы РФ Магомет Текеев принял участие в выборах Президента КЧР в 2003 году, в которых было зарегистрировано 19 кандидатов, «растащивших» электорат. В результате набрал 1,47 % голосов.
Осенью 2003 года уже был старт выборов депутатов в Государственную Думу. У Магомета Текеева была возможность пройти по партийному списку «Единой России», однако он предпочел самостоятельно пройти этот путь и не смог соперничать с кандидатом от партии власти Надеждой Максимовой. Вместе с потерей депутатского мандата потерял и руководство региональным отделением партии, в которую люди вначале шли как в партию Магомета Текеева.
В 2004 году он стал работать помощником депутата Государственной Думы РФ Руденского И. Н., затем стал Генеральным директором ЗАО «Пензахлебопродукт», в 2005—2006 году работал вице-премьером Пензенской области по инновационной и инвестиционной политике.
Полученные травмы и стрессы подорвали здоровье Магомета Текеева, в августе 2006 года он вернулся на родину. Здесь он день за днем стал разрабатывать программу здорового образа жизни и исцеления от многих болезней посредством карачаевских традиционных напитков, основным из которых является айран.

## Семья
- Отец — Текеев Абдул-Халим Османович (1916—1988), вместе с семьей был репрессирован в 1935 году как сын кулака и отправлен в Голодную степь Узбекистана. Работал хлопкоробом, имел награды ЦК ВКП(б) Узбекской ССР.
- Мать — Текеева (Бостанова) Паризат Астаккуевна (1931—1974), домохозяйка.